# هامبشير الشمالية الغربية (دائرة انتخابية في المملكة المتحدة)
هامبشير الشمالية الغربية (بالإنجليزية: North West Hampshire)‏ هي إحدى الدوائر الانتخابية في المملكة المتحدة الممثلة في مجلس العموم في برلمان المملكة المتحدة.
عضو البرلمان الذي يمثلها حالياً هو :Rt Hon Sir George Young (Con).